# 段灼
段灼（?—?），字休然，是晋朝将领。敦煌郡人，士族出身，性格果敢正直，且有才華能辯，开始在曹魏时是邓艾的镇西司马，後改任议郎。
晋武帝即位后，上疏为邓艾辩冤，并上表历陈时政。晋武帝任命他为明威将军、魏兴郡太守，在官位上去世。

## 延伸阅读
[在维基数据编辑]
 《晉書/卷048》，出自房玄齡《晉書》